# Justified
Justified et album udgivet af Justin Timberlake i 2002. Justified er Timberlakes første soloalbum, efter bruddet med *NSYNC. 
Albummet vandt to Grammy Awards i 2004 og bl.a. Janet Jackson og Pharrell Williams gæsteoptræder på CD'en. 
Sangen "I'm Lovin' It" var også skrevet til albummet, men blev kasseret. Sangen blev senere købt af McDonalds og brugt i markedsføringskampagner. Den blev desuden albummets femte single. De fire første var "Like I Love You", "Cry Me a River", "Rock Your Body" og "Señorita".

## Salgstal
- Danmark: Dobbelt platin [1]
- USA: Tredobbelt platin [2]
- United Kingdom: Seksdobbelt platin

## Spor
| #   | Sangtitel                                              | Sangskrivere                                           | Producer(e)             |      |
| --- | ------------------------------------------------------ | ------------------------------------------------------ | ----------------------- | ---- |
| 1.  | "Señorita"                                             | (Chad Hugo, Timberlake, Pharrell Williams)             | The Neptunes*           | 4:54 |
| 2.  | "Like I Love You" (featuring Clipse)                   | (Hugo, Timberlake, Williams, G. Thornton, T. Thornton) | The Neptunes            | 4:43 |
| 3.  | "(Oh No) What You Got"                                 | (Tim Mosley, Timberlake)                               | Timbaland               | 4:31 |
| 4.  | "Take It from Here"                                    | (Hugo, Timberlake, Williams)                           | The Neptunes            | 6:14 |
| 5.  | "Cry Me a River"                                       | (Mosley, Scott Storch, Timberlake)                     | Timbaland               | 4:48 |
| 6.  | "Rock Your Body"                                       | (Hugo, Timberlake, Williams)                           | The Neptunes            | 4:27 |
| 7.  | "Nothin' Else"                                         | (Hugo, Timberlake, Williams)                           | The Neptunes            | 4:58 |
| 8.  | "Last Night"                                           | (Hugo, Timberlake, Williams)                           | The Neptunes            | 4:47 |
| 9.  | "Still on My Brain"                                    | (H. Mason Jr., D. Thomas, Timberlake)                  | The Underdogs           | 4:35 |
| 10. | "(And She Said) Take Me Now" (featuring Janet Jackson) | (Mosley, Storch, Timberlake)                           | Timbaland, Scott Storch | 5:31 |
| 11. | "Right for Me" (featuring Bubba Sparxxx)               | (Mosley, Timberlake)                                   | Timbaland               | 4:29 |
| 12. | "Let's Take a Ride"                                    | (Hugo, Timberlake, Williams)                           | The Neptunes            | 4:44 |
| 13. | "Never Again"                                          | (Brian McKnight, Timberlake)                           | Brian McKnight          | 4:34 |